# 光エレクトロニクス
光エレクトロニクス（ひかりエレクトロニクス、英語：optoelectronics）とは、光電子工学（ひかりでんしこうがく）、オプトエレクトロニクスとも呼ばれ、電子工学と光学を融合する学問である。

## 概要
物理学において、光学は電磁気学とは別の学問として発展したが、20世紀に入ると、電子と光子は非常に密接な関係であることが明らかとなり、電子と光子を相互に変換できる技術が発展した。そしてその過程で様々な光学素子が誕生し、エレクトロニクスと組み合わせて応用することにより、様々な新しい技術が生まれた。

### 光学素子
光エレクトロニクスと関係する光学素子には以下のようなものがある。
- フォトカプラ
- フォトインタラプタ（光センサー）
- フォトダイオード（光電池）
- フォトレジスタ
- フォトトランジスタ
- レーザー
- 発光ダイオード（LED）
- 太陽電池

これらの光学素子は白熱電球と異なり非線形の回路素子であり、電子と光子を変換する素子でもある。

### 光の伝送デバイス
- 光ファイバー
- 光導波路
- 光増幅器